# Годжа, Фикрет
Фикрет Годжа (азерб. Fikrət Goca, наст. имя Фикрет Геюш оглы Годжаев; 25 августа 1935, с. Котанарх,  Агдашский район, Азербайджанская ССР — 5 мая 2021, Баку, Азербайджан) — советский и азербайджанский писатель, поэт. Народный поэт Азербайджана (1998), Заслуженный деятель искусств Азербайджанской ССР (1979), первый секретарь и заместитель председателя Союза писателей Азербайджана (с 1998 года). Лауреат Государственной премии Азербайджана в области науки и литературы (2016).

## Биография
Родился в семье врача. Окончил среднюю школу в Агдаше, в 1957 г. — Бакинский железнодорожный техникум, в 1957—1959 гг. работал в строительном управлении в городе Баку, в том числе на строительстве метрополитена.
В 1964 г. окончил Литературный институт им. Горького в Москве.
В 1964—1965 гг. работал в должности редактора в Азербайджанском государственном комитете по телевидению и радиовещанию, в 1967—1970 гг. — литературного работника в редакции газеты «Азербайджан гянджляри». С 1970 по 1975 г. — ответственный секретарь Союза писателей Азербайджанской ССР.
В 1978—1987 гг. — заведующий отделом журнала «Азербайджан», в 1987—2004 гг. — главный редактор сборника искусства «Гобустан».
С 1998 г. являлся секретарем, а с 2004 г. — первым секретарем Союза писателей Азербайджана.

### Литературное творчество
Дебютировал в 1965 г. стихотворением «Племянница» в журнале «Кирпи» («Ёжик»). В годы учебы вышел первый сборник стихов — «Чайка». Автор большого количества стихов и поэм, отражающих общечеловеческие ценности и философию жизни.
Являлся автором текстов популярных песен на азербайджанском языке.

#### Стихи, посвящённые Родине
- «Я — азербайджанец»
- «Материнский арык»
- «Край мой, Азербайджан»
- «Поклоняюсь огню»
- «Бурная Кура»
- «Барда»

## Награды и звания
- Орден «Независимость» (24 августа 2020 года) — за особые заслуги в развитии азербайджанской культуры[2][3]
- Орден «Честь» (1 сентября 2015 года) — за большие заслуги в развитии азербайджанской литературы[4]
- Орден «Слава» (26 июня 1995 года) — за заслуги в развитии азербайджанской поэзии[5]
- Народный поэт Азербайджана (23 мая 1998 года) — за большие заслуги в развитии азербайджанской поэзии[6]
- Заслуженный деятель искусств Азербайджанской ССР (1979)
- Почётный диплом Президента Азербайджанской Республики (16 июля 2010 года) — за заслуги в развитии азербайджанской литературы[7]
- Премия Ленинского комсомола (1968) за поэмы «Колеса двигаются обратно» (азерб. Təkərlər geri fırlanır), «Раненые цветы» (азерб. Yaralı çiçəklər) и «Мысли художника» (азерб. Rəssam düşünür)
- Государственная премия Азербайджана в области науки и литературы (26 мая 2016 года) — за книгу «Избранные произведения» в десяти томах[8].
- Премия «Хумай» (1998)[9].
- Персональная стипендия Президента Азербайджанской Республики (11 июня 2002 года)[10].